# Джон Уилям Полидори
Джон Уилям Полидори (на английски: John William Polidori) е английски писател и лекар. Творчеството му се свързва с движението на романтизма, като някои го считат да създател в литературата на фентъзи жанра с участие на вампири. Най-успешното му произведение е разказът „Вампирът“ (1819 г.), първият публикуван модерен разказ за вампири. Въпреки че творбата първоначално е била грешно приписвана на лорд Байрон, и Байрон, и Полидори потвърждават, че автор е последният.

## Семейство
Джон Уилям Полидори е роден на 7 септември 1795 г. в Лондон като най-големият син на Гаетано Полидори, италиански политически емигрант, и Анна Мария Пиърс, английска гувернантка. Той има трима братя и четири сестри.
Сестра му Франсис Полидори се омъжва за италианския учен в изгнание Габриеле Росети и така Джон, посмъртно, става чичо на Мария Франческа Росети, Данте Габриел Росети, Уилям Майкъл Росети и Кристина Джорджина Росети. През 1911 г. племенникът му Уилям Майкъл Росети публикува дневника на Полидори.

## Биография
През 1804 г. Полидори става един от първите ученици в новосъздадения колеж Ампълфорт, а през 1810 г. отива в Единбургския университет, където пише дисертация за сомнамбулизма и се дипломира като доктор по медицина на 1 август 1815 г., на 19 годишна възраст.
През 1816 г. Полидори постъпва на служба при лорд Джордж Байрон като негов личен лекар и го придружава на пътуване из Европа. Издателят Джон Мъри предлага на Полидори 500 английски лири, за да води дневник на пътуването, който впоследствие племенникът на Полидори Уилям Майкъл Росети редактира. Във Вила Диодати, къщата на Женевското езеро в Швейцария, която Байрон наема, двамата се срещат с Мери Уолстонкрафт Годуин, бъдещия ѝ съпруг, Пърси Биш Шели и тяхната спътница (сестрата на Мери) Клер Клермонт.
В една юнска нощ, членовете на компанията четат на глас текстове от френската колекция с немски приказки на ужасите Фантасмагориана. Байрон предлага всеки от тях да напише история за призраци. Пърси Биш Шели пише „Фрагмент от призрачна история“ и нахвърля идеи за пет истории за призраци, които са разказани от Матю Грегъри Луис и са публикувани посмъртно под заглавието „Дневник от Женева (включително истории за призраци)“. Мери Шели заедно със съпруга си работи по приказка, която по-късно ще се превърне във „Франкенщайн“.  Байрон написва (и бързо изоставя) фрагмент на история (със заглавието „Фрагмент“), с участието на главния герой Август Дарвел, който Полидори използва по-късно като основа за собствената си приказка „Вампирът“, първата публикувана съвременна история за вампири на английски език .
Разговорът на Полидори с Пърси Биш Шели на 15 юни 1816 г., описан в „Дневникът“, се счита за произхода или зараждането на „Франкенщайн“. Те обсъждат „същността на принципа на живота“: „15 юни – . . . Шели и т.н. дойдоха вечерта. . . След това с Шели разговаряхме за принципи – дали може да се мисли за човека единствено като за инструмент."
След като Байрон го освобождава от служба, Полидори пътува в Италия и след това се връща в Англия. Разказът му „Вампирът“ с участието на главния герой лорд Рутвен е публикуван в априлския брой на New Monthly Magazine през 1819 г. без негово разрешение. По време на престоя си в Лондон живее на улица Грейт Пълтни (в Сохо ). За голямо огорчение на Полидори и на Байрон, „Вампирът“ е издаден като нова творба на Байрон. Собствената вампирска история на Байрон „Фрагмент от роман“ или „Фрагмент“ е публикувана през 1819 г. в опит да изясни объркването, но за добро или лошо „Вампирът“ продължава да му се приписва.
Дългата богословска поема на Полидори „Падението на ангелите“, написана под влиянието на Байрон, е публикувана анонимно през 1821 г. 

## Смърт
Полидори умира в лондонската къща на баща си на 24 август 1821 г., угнетен от депресия и хазартни дългове. Въпреки наличието на солидни доказателства, че се е самоубил с циановодород, съдебният лекар посочва „естествени причини“ като причина за смъртта.

## Произведения

### Пиеси
- Каджетан (1816)
- Боадицея (1816)

### Поеми
- Ксимен, Венецът и други поеми (1819)[8]
- Падението на ангелите: Свещена поема (1821)[9]

### Новели
- Вампирът: Приказка“ (1819) – текст, който „дори често се цитира като почти фолклорен източник за вампиризма“.[10]
- Ърнест Берхтолд; или Съвременният Едип: Приказка (1819)

### Нехудожествена литература
- Медицинска встъпителна дисертация, която се занимава с болестта, наречена Oneirodynia, за степента доктор по медицина, Единбург (1815)
- Дневникът на д-р Джон Уилям Полидори (1816, публикуван посмъртно през 1911)
- За смъртното наказание (1816)
- Есе за източника на положително удоволствие (1818)
- Скици, илюстриращи нравите и костюмите на Франция, Швейцария и Италия (1821)

## Посмъртни издания
Сестра му Шарлот преписва дневниците на Полидори, но цензурира „пикантните пасажи“ и унищожава оригинала. Въз основа само на транскрипцията „Дневникът на Джон Полидори“ е редактиран от Уилям Майкъл Росети и публикуван за първи път през 1911 г. от Елкин Матюс (Лондон). Препечатките на тази книга „Дневникът на д-р Джон Уилям Полидори“, 1816 г., отнасящи се до Байрон, Шели и др., са публикувани от Фолкрофт Лайбръри Едишънс (Фолкрофт, Пенсилвания) през 1975 г. и от Норууд Дешънс (Норууд, Пенсилвания) през 1978 г. Ново издание на „Дневникът на Джон Уилям Полидори“ е препечатано от университета „Корнел“ през 2009 г. 

## Наследство
На 15 юли 1998 г. италианския посланик Паоло Гали открива паметна плоча на стената на дома на Полидори на ул. Грейт Пълтейни №38.

### Появи в други медии

#### Филм
Джон Полидори присъства като герой в множество филми за възникването на „Франкенщайн“ и „Вампирът“ през 1816 г.
- Готика (1986), режисиран от Кен Ръсел, с Тимъти Спол като Полидори
- Лято на духове (1988), режисирано от Айвън Пасър, с Алекс Уинтър като Полидори
- Гребейки срещу вятъра (1988 г.), режисирано от Гонсало Суарес
- Мери Шели (2017), реж. Хайфаа Ал-Мансур

Полидори е герой и в телевизионна екранизация на романа на Мери Шели: Франкенщайн: Истинската история (1973 г.), режисиран от Джак Смайт .